# 聖鴿獎
GMA Dove Awards（全寫為Gospel Music Association Dove Awards，中文譯名為福音音樂協會聖鴿獎，一般直接稱作Dove Awards或聖鴿獎），是美國福音音樂協會（Gospel Music Association）於1969年開始負責頒發。頒發獎項目的在於獎勵及表揚過去的一年中，對福音音樂界有岀色的表現或成就，是福音音樂界上最高榮譽的獎項之一。獎項的範圍包括了不同風格的音樂，例如：流行福音音樂、搖滾福音音樂、饒舌嘻哈福音音樂、鄉村福音音樂、傳統福音音樂和讚美敬拜音樂。頒發地點是美國田納西州納許維爾。由2004年至2006年，福音音樂協會曾經將聖鴿獎的英文由 GMA Dove Awards改稱為GMA Music Awards，但是後來又改回GMA Dove Awards。而每一年都有一些新藝人或受歡迎的藝人在頒獎典禮上演出。

## 爭議和批評

### 福音音樂的定義
在1998年，美國福音音樂協會關注一些非宗教的作品被編入福音音樂。協會於是給福音音樂頒佈一個新的定義，目的是鞏固福音音樂的標準。在新定義頒佈前，福音音樂只是在一些與基督教書店協會相關的商店出售。在1999年的聖鴿獎，13項提名作品或歌手因為不符合新的福音音樂定義而被取消資格，導致部份歌迷和歌手投訴。
由於投訴的影響，新的定義在1999年頒獎典禮之後被撤回。而在1999年聖鴿獎中受影響的作品或歌手，大部份都能在2000年中取得獎項。
定義的爭議在2004年增大。當時，浪行者（Switchfoot）和史黛西·奧瑞克（Stacie Orrico）是主要以非宗教作品獲獎的得獎者。浪行者被批評與百威啤酒簽署契約，有人認為百威啤酒不應該與提名聖鴿獎的歌手合作。
因為一些最流行的歌手也能憑着非宗教作品獲獎，例如︰卡麗·安德伍和布萊恩·萊特爾（Brian Littrell）都在聖鴿獎中獲得主要獎項，爭議在2006年繼續。另外，傳聞指肯伊·威斯特的饒舌歌曲《Jesus Walks》因為歌曲和紀錄含有非法的內容而不被提名聖鴿獎獎項。

## 獎項
隨着福音音樂界的發展，聖鴿獎的獎項已經跟以前有所改變。以下是2009年聖鴿獎頒獎典禮上頒發的獎項︰

### 一般
- 最佳藝人（Artist of the Year）
- 最佳新人（New Artist of the Year）
- 最佳作曲家（Songwriter of the Year）
- 最佳歌曲（Song of the Year）
- 最佳男歌手（Male Vocalist of the Year）
- 最佳女歌手（Female Vocalist of the Year）
- 最佳組合（Group of the Year）
- 最佳製作人（Producer of the Year）

### 歌曲
- 最佳饒舌嘻哈歌曲（Rap/Hip Hop Recorded Song of the Year）
- 最佳搖滾歌曲（Rock Recorded Song of the Year）
- 最佳流行搖滾歌曲（Rock/Contemporary Recorded Song of the Year）
- 最佳流行歌曲（Pop/Contemporary Recorded Song of the Year）
- 最佳勵志歌曲（Inspirational Recorded Song of the Year）
- 最佳南方福音歌曲（Southern Gospel Recorded Song of the Year）
- 最佳藍草歌曲（Bluegrass Recorded Song of the Year）
- 最佳鄉村歌曲（Country Recorded Song of the Year）
- 最佳城市歌曲（Urban Recorded Song of the Year）
- 最佳傳統福音歌曲（Traditional Gospel Recorded Song of the Year）
- 最佳流行福音歌曲（Contemporary Gospel Recorded Song of the Year）
- 最佳敬拜歌曲（Worship Song of the Year）

### 專輯
- 最佳饒舌嘻哈專輯（Rap/Hip Hop Album of the Year）
- 最佳搖滾專輯（Rock Album of the Year）
- 最佳流行搖滾專輯（Rock/Contemporary Album of the Year）
- 最佳流行專輯（Pop/Contemporary Album of the Year）
- 最佳勵志專輯（Inspirational Album of the Year）
- 最佳南方福音專輯（Southern Gospel Album of the Year）
- 最佳藍草專輯（Bluegrass Album of the Year）
- 最佳鄉村專輯（Country Album of the Year）
- 最佳城市專輯（Urban Album of the Year）
- 最佳傳統福音專輯（Traditional Gospel Album of the Year）
- 最佳流行福音專輯（Contemporary Gospel Album of the Year）
- 最佳兒童音樂專輯（Children's Music Album of the Year）
- 最佳西班牙語專輯（Spanish Language Album of the Year）
- 特殊事件專輯（Special Event Album of the Year）
- 最佳聖誕節專輯（Christmas Album of the Year）
- 最佳讚美敬拜專輯（Praise & Worship Album of the Year）

### 其他
- 最佳音樂劇（Musical of the Year）
- 最佳兒童青少年音樂劇（Youth/Children's Musical of the Year）
- 最佳讚美詩歌合輯（Choral Collection of the Year）
- 最佳音樂包裝（Recorded Music Packaging of the Year）
- 最佳音樂錄影帶短片（Short Form Music Video of the Year）
- 最佳音樂錄影帶長片（Long Form Music Video of the Year）

## 外部連結
- 福音音樂協會聖鴿獎官方網站 （页面存档备份，存于）
- Patrol Magazine: The CCM Patrol  （页面存档备份，存于）
- GMA Dove Awards In The Press Room / ThoughtQuotient Video Podcast （页面存档备份，存于）
- 1999年聖鴿獎頒獎典禮後臺相片
- ThoughtQuotient.com 2006年聖鴿獎頒獎典禮後臺相片 （页面存档备份，存于）